# I terrificanti delitti degli assassini della via Morgue
I terrificanti delitti degli assassini della via Morgue (Murders in the Rue Morgue) è un film del 1971, diretto da Gordon Hessler.